# 石永福
石永福，祥符人，是一名清朝政治人物。贡生出身。
石永福曾于乾隆五十三年(1788年)接替马腾蛟任邵武府知府一职，乾隆六十年(1795年)由岳山接任。